# Crêt du Rosset
Crêt du Rosset är en kulle i Schweiz. Den ligger i distriktet Nyon och kantonen Vaud, i den västra delen av landet, 110 km sydväst om huvudstaden Bern. Toppen på Crêt du Rosset är 1 260 meter över havet. Crêt du Rosset ingår i Jurabergen.